# Comitia tributa
Die Römische Republik verteilte die gesetzgebende Gewalt formal auf drei separate Versammlungen, die comitia centuriata, die comitia tributa und das concilium plebis.
Die comitia tributa, auch comitia populi tributa (Tributkomitien) genannt, umfassten Patrizier und Plebejer, verteilt auf die 35 „Stämme“ (tribus), in die alle römischen Bürger zu Verwaltungs- und Wahlzwecken eingeordnet waren. Die große Mehrheit der städtischen Bevölkerung Roms gehörte zu den vier städtischen Stämmen, und da auch hier die einzelnen Stimmen nicht entscheidend waren – wie bei den comitia centuriata erfolgte die Stimmabgabe indirekt innerhalb des Stammes, der wiederum nur eine Stimme in den comitia tributa hatte –, waren Wahlergebnisse vor allem vom Verhalten der 31 ländlichen Stämme abhängig. Die comitia tributa trafen sich ursprünglich im Comitium, dann ab 145 v. Chr. auf dem Forum Romanum. Sie wählten die kurulischen Aedile (aediles curules; seit Einführung dieses Amtes 367 v. Chr.) die Quaestoren (seit 447 v. Chr.), die Militärtribunen (tribuni militum) sowie verschiedene niedere (zum Beispiel Vigintisexviri) oder außerordentliche Magistrate. Vor ihnen wurden in steigendem Maße auch Gerichtsverhandlungen abgehalten, bis der Diktator Sulla die ständigen Gerichtshöfe etablierte.
Bei seiner Einflussnahme auf die Tributkomitien war die Rolle des Senats uneinheitlich. Er konnte – wie auch bei hoheitlichen Maßnahmen der Zenturiatskomitien – nicht einfach umgangen werden. Wollten Obermagistrate ihre Gesetzesvorhaben in die Versammlung einbringen, war nämlich ein Senatsbeschluss notwendig. Anders war das Verhältnis des Senats zu den Volkstribunen gestaltet, denn ihnen gegenüber bestand keine Weisungsbefugnis und damit keine Aufsichtsmöglichkeit.
Während seines Konsulats 88 v. Chr. erließ Sulla eine Serie der leges Corneliae, die die politische Struktur der Republik radikal änderte. Sein drittes Gesetz verbot dem concilium plebis und den comitia tributa, Gesetze zu beraten, die nicht durch ein senatus consultum eingebracht worden waren. Sein fünftes Gesetz entkleidete diese beiden ihrer legislativen Funktionen, so dass die gesamte Gesetzgebung bei den durch den Adel dominierten Zenturiatskomitien lag. Die Stammesversammlungen wurden dadurch beschränkt auf die Wahl bestimmter Magistrate und der Leitung von Verhandlungen, welche aber nicht ohne Autorisierung durch ein senatus consultum aufgenommen werden durften.
Diese Reformen wurden durch die Populares unter Führung von Gaius Marius und Lucius Cornelius Cinna rückgängig gemacht, von Sulla während seiner Diktatur rei publicae constituendae wieder eingeführt und nach seinem Tod erneut ausgesetzt. Sie stellen einen der weitestgehenden Eingriffe in die Verfassung des römischen Staates sowohl in der Republik als auch im Prinzipat dar.